# Fuerza de Tareas 5
La Fuerza de Tareas 5 (FT 5 o FUERTAR 5), también llamada Agrupación «Río Santiago», fue una unidad de la Armada Argentina creada durante la autodenominada «lucha contra la subversión» en la década de 1970.

## Historia

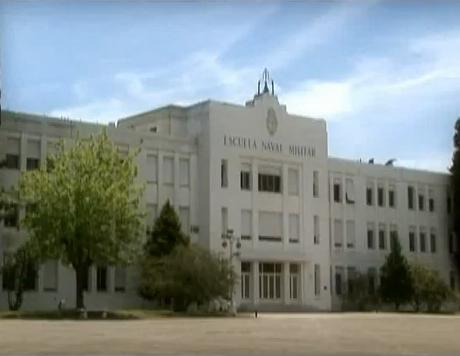
Fachada de la Escuela Naval Militar en 2006.

Desde el interior de la propia Armada, personal de distintos destinos sirvieron en la FT 5. Dicho personal provenía de destinos del Comando de la Infantería de Marina —y sus unidades dependientes— y de, al menos, del crucero ligero ARA General Belgrano y el destructor ARA Almirante Storni. Las unidades de IM que más efectivos aportaron a la FT 5 fueron los BIM1, BIM2, BIAC, BICO, el BIVH y la FAI1.
Según el PLACINTARA/75, el director de la Escuela Naval Militar debía ser el comandante de la fuerza de tareas pero en 1977 este cargo pasó al director del Liceo Naval Almirante Brown.

## Unidades y organización
La Fuerza de Tareas 5 se constituía por:
- la Escuela Naval Militar —dentro de esta, la Escuela Politécnica Naval y la Escuela de Oficiales de la Armada—;
- el Liceo Naval «Almirante Brown»;
- el Hospital Naval Río Santiago;
- el Batallón de Infantería de Marina N.º 3;
- el Centro de Incorporación y Formación de Conscriptos de Infantería de Marina;
- la Prefectura La Plata;
- y el resto de las unidades con base en Berisso, Ensenada y La Plata.